# 대동초등학교 (대전)
대동초등학교는 대한민국 대전광역시 유성구 대동에 있었던 초등학교이다.

## 연혁
- 1949년 개교
- 1998년 폐교, 구즉초등학교로 통합